# 屍樂園
是2009年美國喜劇活屍電影，由魯賓·弗來舍執導，保羅·韋尼克及雷特·瑞斯編劇。主演是傑西·艾森柏格、伍迪·哈里森、艾瑪·史東和艾碧·貝絲琳，飾演活屍末日的生還者。
本片荣获2009年Sitges – Catalonian国际电影节观众奖。
2013年，亞馬遜製作公司製作該片的同名電視劇版，但試播一集後因迴響不佳而停止。續集《喪屍樂園：連環屍殺》定於2019年10月11日在美國上映。

## 角色
- 傑西·艾森柏格 飾 哥倫布（Columbus）
- 伍迪·哈里森 飾 塔拉赫西（Tallahassee）
- 艾瑪·史東 飾 威奇塔（Wichita）
- 艾碧·貝絲琳 飾 小石頭（Little Rock）
- 艾梅柏·希爾德 飾 Columbus的406號房宿舍鄰居
- Mike White（英语：Mike White (filmmaker)） 飾 加油站站主與在廁所被活屍襲擊的人
- 比爾·莫瑞以他本人的身分客串演出[3]
- Derek Graf 飾 活屍小丑

## 章节
电影中介绍在活屍横行时应注意的“生存法则”，每一条各有一个小标题：
1. 體能要好[4]
2. 再補一槍[5] ("Ziploc bags（英语：Ziploc）" in a deleted scene)[4]
3. 上廁所要小心[4][6]
4. 務必繫好安全帶[4]
5. 發現活屍時快跑
6. 用煎鍋使出致命一擊
7. 輕裝旅行
8. 找個很屌的夥伴
9. 家人或友人變成活屍不要手下留情
10. 先發制人
11. 安靜行動
12. 準備好衛生紙
13. 小心異性的誘惑
14. 購物商場為補給基地
15. 用保齡球使出致命一擊
16. 遠離人群
17. 不要逞英雄[7]
18. 暖身運動
19. 不需要葬禮或埋葬
20. 把人想成活屍
21. 遠離脫衣酒吧
22. 有疑慮時，留好退路
23. 確認錢財與糧食是否充足
24. 生存比法律還重要
25. 小心火燭
26. 不要露出太多肌膚
27. 睡前確認是否安全
28. 短時間內完成吃飯和洗澡
29. 兩人一起行動
30. 留意後座[8]
31. 享受一點小樂趣[9]
32. 準備好瑞士刀
33. 清理襪子
34. 衛生要求
35. 總是有備份用品

## 續集及電視劇版
亞馬遜製作公司投資拍攝了根據2009年同名影片改编的电视剧集《喪屍樂園》，劇情與原片大致相當。由柯克·沃德（Kirk Ward）、泰勒·罗斯、玛依亚拉·沃尔什及伊扎贝拉·维多维奇（Izabela Vidovic）主演。2013年4月19日，美國首播试映集，但观众对此反應並不熱烈，導致僅僅播出一集後，亚马逊网便正式放弃拍攝計劃。劇集的創作人将夭折原因归罪于原版电影爱好者不给面子。
2016年2月，保羅·韋尼克與雷特·瑞斯宣佈編寫續集，魯賓·弗來舍也宣佈成為導演。
續集已在2019年10月11日上映。

## 外部連結
- 爛番茄上《Zombieland》的資料（英文）
- 互联网电影数据库（IMDb）上《Zombieland》的资料（英文）
- 豆瓣电影上《屍樂園》的資料 （简体中文）

| 上一届： 《食破天驚》 | 2009年美國週末票房冠軍 10月4日 | 下一届： 《伴侶度假村》 |